# Liste der Steinkreuze im Landkreis Neustadt an der Waldnaab
In dieser Liste der Steinkreuze im Landkreis Neustadt an der Waldnaab sind die Steinkreuze (Sühnekreuze, Kreuzsteine etc.) im Landkreis Neustadt an der Waldnaab in der Oberpfalz, Bayern aufgelistet. Diese Liste erhebt keinen Anspruch auf Vollständigkeit.
| Gemeinde, Ortsteil                     | Lage                                                                         | Objekt                                 | Beschreibung | Akten-Nr.      | Bild                              |
| -------------------------------------- | ---------------------------------------------------------------------------- | -------------------------------------- | --- | -------------- | --------------------------------- |
| Eschenbach                             | Friedhofweg 7 (Standort)                                                     | Sandsteinkreuz                         | eingemauertes Sandsteinkreuz, mittelalterlich | D-3-74-117-2   | BW                                |
| Etzenricht                             | Nähe Weidener Straße; Weidener Straße 31; Weidener Straße 33 (Standort)      | Sühnekreuz                             | Granit, nachmittelalterlich | D-3-74-119-7   | BW                                |
| Floß (Oberpfalz), Fehrsdorf            | Neben dem Bildstock (Standort)                                               | Steinkreuz                             | Mittelalterlich | D-3-74-121-69  | BW                                |
| Floß (Oberpfalz), Floß (Oberpfalz)     | Am Nikolausberg, am Aufgang zur Kirche (Standort)                            | Zwei Granitkreuze                      | Mit eingehauenen Pflugscharen, spätmittelalterlich | D-3-74-121-36  | weitere Bilder \| Fotos hochladen |
| Floß (Oberpfalz), Floß (Oberpfalz)     | Bei Parkplatzanlage an der Plößberger Straße außerhalb des Ortes (Standort)  | Steinkreuz                             | Wohl spätmittelalterlich, Granitkreuz mit zwei reliefierten Scheren | D-3-74-121-53  | weitere Bilder \| Fotos hochladen |
| Floß (Oberpfalz), Kühbach              | An der Straße nach Floß (Standort)                                           | Steinkreuz                             | Granit, nachmittelalterlich. Das Steinkreuz stand ursprünglich an der Straße und wurde dort mehrfach von Kraftfahrzeugen umgefahren. Der Bauer des daneben befindlichen Hofes hat es schließlich vor den Autos gerettet und hinter sein Haus auf einen Haufen mit ähnlichen Objekten gelegt. | D-3-74-121-75  | weitere Bilder \| Fotos hochladen |
| Grafenwöhr, Gößenreuth                 | Am Hierweg; Staatsstraße 2168 (Standort)                                     | Steinkreuz, Sühnekreuz                 | Mit Resten einer Reliefzeichnung, spätmittelalterlich | D-3-74-124-34  | BW                                |
| Kirchendemenreuth, Altenparkstein      | Berg; Kreisstraße NEW 25 (Standort)                                          | Granitkreuz, wohl Sühnekreuz           | Nachmittelalterlich | D-3-74-128-13  | BW                                |
| Kirchendemenreuth, Wendersreuth        | See (Standort)                                                               | Steinkreuz, Sühnekreuz                 | Granitkreuz, mit eingeritzter Pflugschar, nachmittelalterlich. | D-3-74-128-29  | BW                                |
| Kirchenthumbach, Thurndorf             | Weg zur Marienkirche (Standort)                                              | Steinkreuz                             | Bezeichnet mit „1625“; am Weg zur Marienkirche | D-3-74-129-22  | BW                                |
| Kohlberg                               | Artesgrüner Straße;Hannersgrüner Straße (Standort)                           | Steinkreuz, Sühnekreuz                 | Sandsteinkreuz, mit Spuren verschiedener Einmeißelungen, nachmittelalterlich; auf modernem Sockel. | D-3-74-131-10  | BW                                |
| Leuchtenberg, Steinach                 | unterhalb des Dorfkreuzes (Standort)                                         | Steinkreuz                             | mit eingeritzter Pflugschar, nachmittelalterlich; unterhalb des Dorfkreuzes | D-3-74-132-53  | BW                                |
| Leuchtenberg, Preppach                 | Tonhäubel (Standort)                                                         | Steinkreuz, Sühnekreuz                 | Steinkreuz, Granit, nachmittelalterlich; Oberteil eines Freihungssteins mit Kreuzreliefs, bez. 1628. | D-3-74-132-61  | BW                                |
| Mantel (Markt), Mantel                 | Weidener Straße (Standort)                                                   | Sühnekreuz                             | Sühnekreuz, wohl mittelalterlich; am Ortsausgang Richtung Weiden. | D-3-74-134-22  | weitere Bilder \| Fotos hochladen |
| Mantel (Markt), Rupprechtsreuth        | Straße nach Mantel (Standort)                                                | Steinkreuz                             | sog. Schneiderstein, bez. 1505; im Heiligenholz an der Straße nach Mantel. | D-3-74-134-19  | weitere Bilder \| Fotos hochladen |
| Moosbach (Oberpfalz), Moosbach         | Hauptstraße 39 (Standort)                                                    | Steinkreuz mit Relief des Gekreuzigten | mit Relief des Gekreuzigten, wohl 16. Jahrhundert; bei Hauptstraße 39 im Garten. | D-3-74-137-12  | Fotos hochladen                   |
| Moosbach (Oberpfalz), Etzgersrieth     | Friedhofsmauer (Standort)                                                    | Steinkreuz                             | nachmittelalterlich; an der Friedhofsmauer. | D-3-74-137-25  | weitere Bilder \| Fotos hochladen |
| Moosbach (Oberpfalz), Gebhardsreuth    | Straße Grub - Gebhardsreuth (Standort)                                       | Sühnekreuz                             | Steinkreuz, Granit, wohl nachmittelalterlich. | D-3-74-137-55  | weitere Bilder \| Fotos hochladen |
| Pleystein, Bartlmühle                  | südlich der Straße nach Spielhof (Standort)                                  | Steinkreuz                             | Nachmittelalterlich, mit eingehauener Pflugschar; am Waldrand südlich der Straße nach Spielhof | D-3-74-147-36  | BW                                |
| Pleystein, Miesbrunn                   | südwestlich am Fußweg nach Finkenhammer (Standort)                           | Steinkreuz                             | mit Relief Christus am Kreuz, wohl 19. Jh.; südwestlich am Fußweg nach Finkenhammer | D-3-74-147-54  | BW                                |
| Pleystein, Peugenhammer                | nahe der Kapelle am Weg zum Fahrenberg (Standort)                            | Steinkreuz                             | nachmittelalterlich, Kreuzarme beschädigt; nahe der Kapelle am Weg zum Fahrenberg | D-3-74-147-58  | weitere Bilder \| Fotos hochladen |
| Pleystein, Peugenhammer                | östlich im Feld (Standort)                                                   | Steinkreuz                             | mit ausgehauener Bildnische, wohl 17. Jh.; östlich im Feld | D-3-74-147-60  | BW                                |
| Pressath, Döllnitz                     | Döllnitzer Weg 1 (Standort)                                                  | Steinkreuz                             | Wohl nachmittelalterlich; westlich an der Straße nach Pressath/Abzweigung | D-3-74-149-26  | BW                                |
| Pressath, Eichelberg                   | Eichelberg 6, westlich bei der Marienkapelle (Standort)                      | Steinkreuz                             | Sogenanntes Bildstockkreuz, Laterne mit Kreuzbalken und spitzbogiger Bildnische, Sandstein, wohl 17. Jahrhundert | D-3-74-149-29  | BW                                |
| Püchersreuth, Eppenreuth               | B 15;Baumgarten (Standort)                                                   | Sühnekreuz                             | Granitkreuz, wohl Sühnekreuz, mittelalterlich. | D-3-74-150-27  | BW                                |
| Püchersreuth, Ilsenbach                | Von Ilsenbach nach Auerberg; von Ilsenbach nach Botzersreuth (Standort)      | Granitkreuz, wohl Sühnekreuz           | Mit eingeritzter Pflugschar, mittelalterlich | D-3-74-150-13  | BW                                |
| Püchersreuth, Wurz                     | Dorfstraße (Standort)                                                        | Granitkreuz, wohl Sühnekreuz           | Wohl Sühnekreuz, mittelalterlich | D-3-74-150-33  | weitere Bilder \| Fotos hochladen |
| Schirmitz                              | an der Straße nach Trebsau (Standort)                                        | Steinkreuz                             | Granit, nachmittelalterlich; an der Straße nach Trebsau in der Flur Kreuzwald | D-3-74-154-4   | BW                                |
| Störnstein, Störnstein                 | Herzerlohe; Püchersreuther Straße (Standort)                                 | Steinkreuz                             | Wohl Sühnekreuz, Granit, wohl spätmittelalterlich | D-3-74-158-7   | BW                                |
| Störnstein, Störnstein                 | Püchersreuther Straße (Standort)                                             | Steinkreuz                             | Wohl Sühnekreuz, mit eingeritzter Pflugschar, Granit, wohl spätmittelalterlich | D-3-74-158-6   | BW                                |
| Theisseil, Edeldorf                    | In der Öd (Standort)                                                         | Steinkreuz, Sühnekreuz                 | Granitkreuz, mit Reliefresten, nachmittelalterlich. | D-3-74-160-22  | weitere Bilder \| Fotos hochladen |
| Theisseil, Görnitz                     | Auf der Breite (beim Säulenbildstock) (Standort)                             | Steinkreuz                             | Wohl 16./17. Jahrhundert | D-3-74-160-6   | weitere Bilder \| Fotos hochladen |
| Theisseil, Letzau                      | Aspan (östlich am Aspernholz) (Standort)                                     | Granitkreuz                            | Mit Relief einer Pflugschar, nachmittelalterlich | D-3-74-160-15  | weitere Bilder \| Fotos hochladen |
| Trabitz, Feilersdorf                   | Grub - Pressath (Standort)                                                   | Steinkreuz, Sühnekreuz                 | Sandsteinkreuz, mit eingekerbten Linien, mittelalterlich. | D-3-74-148-8   | BW                                |
| Vohenstrauß, Altenstadt b.Vohenstrauß  | Straße nach Vohenstrauß (Standort)                                           | Steinkreuz                             | Nachmittelalterlich, Granit mit eingemeißelter Pflugschar; an der Straße nach Vohenstrauß im Gartengrundstück Reinl | D-3-74-162-44  | Fotos hochladen                   |
| Vohenstrauß, Altenstadt b.Vohenstrauß  | Beim Ortsrand an der Straße nach Waldau (Standort)                           | Steinkreuz                             | Nachmittelalterlich, mit gabelförmiger Einritzung | D-3-74-162-41  | Fotos hochladen                   |
| Vohenstrauß, Altentreswitz             | Rohrbühl, am östlichen Ortsrand (Standort)                                   | Steinkreuz                             | Nachmittelalterlich | D-3-74-162-46  | weitere Bilder \| Fotos hochladen |
| Vohenstrauß, Böhmischbruck             | Nahe der Brücke über die Pfreimd (Standort)                                  | Drei Steinkreuze                       | Nachmittelalterlich, eines davon mit ausgehauenem Kelch; Wegkreuz, bezeichnet „1875“ | D-3-74-162-50  | weitere Bilder \| Fotos hochladen |
| Vohenstrauß, Braunetsrieth             | (Standort)                                                                   | Steinkreuz                             | Nachmittelalterlich, mit eingehauener Pflugschar | D-3-74-162-68  | BW                                |
| Vohenstrauß, Kaltenbaum                | Bei einer Linde, dem sogenannten Kalten Baum (Standort)                      | Steinkreuz                             | Nachmittelalterlich | D-3-74-162-76  | weitere Bilder \| Fotos hochladen |
| Vohenstrauß, Oberlind                  | Am nördlichen Ortseingang beim ehemaligen Schulhaus (Standort)               | Steinkreuz                             | Nachmittelalterlich; | D-3-74-162-94  | Fotos hochladen                   |
| Vohenstrauß, Oberlind                  | Im Elmwald an einem Kreuzweg (Standort)                                      | Vier Steinkreuze                       | Sogenannte Handkreuze, wohl spätmittelalterlich, rechtes Kreuz bezeichnet „1761“, jeweils mit eingemeißelter Hand | D-3-74-162-96  | weitere Bilder \| Fotos hochladen |
| Vohenstrauß, Papiermühle               | Straße Vohenstrauß-Fiedlbühl (Standort)                                      | Steinkreuz                             | Nachmittelalterlich; an der Straße Vohenstrauß-Fiedlbühl | D-3-74-162-105 | weitere Bilder \| Fotos hochladen |
| Vohenstrauß, Roggenstein               | Anton-Ferazin-Straße 28, im Garten (Standort)                                | Steinkreuz                             | Nachmittelalterlich | D-3-74-162-113 | Fotos hochladen                   |
| Vohenstrauß, Zeßmannsrieth             | (Standort)                                                                   | Steinkreuz                             | Nachmittelalterlich; am südlichen Ortsrand | D-3-74-162-129 | weitere Bilder \| Fotos hochladen |
| Waidhaus, Reichenau                    | Am Feldweg nach Ödkührieth (Standort)                                        | Steinkreuz                             | Mit ausgehauenen Zeichen Zahnrad und Hammer, nachmittelalterlich | D-3-74-164-21  | BW                                |
| Waldthurn, Lennesrieth                 | Ortsrand in Richtung Albersrieth. (Standort)                                 | Granitkreuz                            | mit Resten einer Ritzzeichnung, nachmittelalterlich | D-3-74-165-27  | Fotos hochladen                   |
| Waldthurn, Lennesrieth                 | Lennesrieth Steinkreuz (Standort)                                            | Granitkreuz                            | Granitkreuz mit kurzen Querarmen, nachmittelalterlich. | D-3-74-165-28  | Fotos hochladen                   |
| Waldthurn, Spielberg                   | Hummerberg; Mittelholz; Mittelholzweg (Standort)                             | Granitkreuz                            | mit eingemeißelten Kreuzen sowie Motiv einer Schlinge, nachmittelalterlich | D-3-74-165-36  | Fotos hochladen                   |
| Waldthurn, Waldthurn                   | Bahnhofstraße; Haselranken (Standort)                                        | Steinkreuze                            | zwei Granitkreuze, nachmittelalterlich | D-3-74-165-16  | Fotos hochladen                   |
| Waldthurn, Waldthurn                   | Bahnhofstraße; Haselranken (Standort)                                        | Sühnekreuz                             | Steinkreuze, zwei Granitkreuze, nachmittelalterlich. | D-3-74-165-15  | Fotos hochladen                   |
| Windischeschenbach, Windischeschenbach | Neustädter Straße (Standort)                                                 | Steinkreuz                             | Mit Einritzung, Granit, wohl 16./17. Jahrhundert | D-3-74-168-18  | BW                                |
| Windischeschenbach, Bernstein          | Herrenteich; Kirchsteig-Hölzel; Ödwalpersreuth, Staatsstraße 2167 (Standort) | Sühnekreuz                             | Granit, wohl 16./17. Jahrhundert | D-3-74-168-29  | BW                                |
| Windischeschenbach, Bernstein          | Alte Trat; Kr NEW 18 (Standort)                                              | Sühnekreuz                             | Mit Ritzzeichnung, Granit, wohl 16./17. Jahrhundert | D-3-74-168-28  | Fotos hochladen                   |
| Windischeschenbach, Neuhaus            | Schnepfenbühl; Straßäcker (Standort)                                         | Steinkreuz                             | Granit, mit Ritzzeichnung, wohl 16./17. Jahrhundert | D-3-74-168-44  | weitere Bilder \| Fotos hochladen |